# Abass Dembélé
Abass Dembélé est un général de brigade des forces armées maliennes.

## Biographie
Il est le fils du colonel Koké Dembélé, ancien Chef d’Etat-major de l’Armée de terre (1982-1986) et ancien grand chancelier de l'ordre national du Mali. Il est formé en France et aux États-Unis, notamment en contre-terrorisme. En 2012, il a le grade de commandant et est responsable du 61e régiment d'infanterie de Sévaré. Après la victoire de la rébellion touarègue qui chasse l'armée malienne de Gao en mars 2012, le colonel-major Didier Dacko le met à la tête du groupement des commandos volontaires, une compagnie de « forces spéciales » maliennes formées par rassemblement des soldats les plus motivés,.  L'unité joue un rôle clé lors de la bataille de Konna en janvier 2013, où le commandant Dembélé est blessé mais reste au front. 
Le lieutenant-colonel Dembélé est ensuite responsable de l'arrestation du général Amadou Haya Sanogo le 27 novembre 2013.
Il est nommé chevalier de l'Ordre national du Mali à titre exceptionnel en février 2014. Fin 2015, il est diplômé en France du brevet d'études supérieures militaires de l'école de guerre, stage débuté en 2014,. En 2016, il est directeur de l'École d'Etat Major Nationale de Koulikoro (le plus haut niveau d'enseignement militaire au Mali) dont il supervise les 28e et 29e  promotions. Il est ensuite nommé commandant de la région militaire numéro 5 de Tombouctou le 17 septembre 2017 avant de passer le commandement au colonel Boubacar Nianssary Sanogo le 13 septembre 2019.
Il rejoint en janvier 2020 l'équipe du Haut représentant du chef de l’Etat pour le centre du Mali, l'ancien président Dioncounda Traoré chargé par le président Ibrahim Boubacar Keïta de ramener la paix dans le centre du Mali.